# TT Isla de Man de 1964
El TT Isla de Man de 1964 fue la cuarta prueba de la temporada 1964 del Campeonato Mundial de Motociclismo. El Gran Premio se disputó del 10 al 12 de junio de 1964 en el circuito de Snaefell Mountain Course.

## Resultados TT Senior 500cc
No hubo rival para Mike Hailwood en el Senior TT. Ganó con más de tres minutos por delante de Derek Minter. Fred Stevens terminó tercero, a más de seis minutos de Hailwood.
| Pos.    | Piloto               | Equipo    | Tiempo     | Pts. |
| ------- | -------------------- | --------- | ---------- | ---- |
| 1       | Mike Hailwood        | MV Agusta | 2h 14:33.8 | 8    |
| 2       | Derek Minter         | Norton    | +3:22.8    | 6    |
| 3       | Fred Stevens         | Matchless | +6:20.8    | 4    |
| 4       | Derek Woodman        | Matchless | +6:31.8    | 3    |
| 5       | Griff Jenkins        | Norton    | +8:30.6    | 2    |
| 6       | William McCosh       | Matchless | +8:40.6    | 1    |
| 7       | Brian Setchell       | Norton    | +8:41.2    |      |
| 8       | Charlie Ward         | Norton    | +9:59.0    |      |
| 9       | John Cooper          | Norton    | +10:02.0   |      |
| 10      | Derek Lee            | Matchless | +10:26.2   |      |
| 11      | Peter Bettison       | Norton    | +10:32.8   |      |
| 12      | Alan Harris          | Matchless | +10:58.2   |      |
| 13      | Jack Findlay         | Matchless | +11:32.0   |      |
| 14      | Jack Ahearn          | Norton    | +12:41.6   |      |
| 15      | John Simmonds        | Norton    | +12:49.0   |      |
| 16      | Don E. Watson        | Norton    | +12:51.0   |      |
| 17      | Dan Shorey           | Norton    | +14:27.2   |      |
| 18      | Alan Dugdale         | Matchless | +14:28.2   |      |
| 19      | Stuart Graham        | Matchless | +14:53.2   |      |
| 20      | Trevor Ritchie       | Norton    | +14:53.8   |      |
| 21      | Billie Nelson        | Norton    | +15:27.8   |      |
| 22      | Ian Burne            | Norton    | +15'55"6   |      |
| 25      | Walter Scheimann     | Norton    | +17'07"8   |      |
| 26      | Paddy Driver         | Matchless | +19'05"4   |      |
| 34      | Hans-Otto Butenuth   | BMW       | +26'26"4   |      |
| 36      | Frank Norris         | BMW       | +32'26"6   |      |
| Ret     | Phil Read            | Matchless | Ret        |      |
| Ret     | Mike Duff            | Matchless | Ret        |      |
| Ret     | Chris Conn           | Norton    | Ret        |      |
| Ret     | Joe Dunphy           | Norton    | Ret        |      |
| Ret     | Sven-Olov Gunnarsson | Norton    | Ret        |      |
| Ret     | Syd Mizen            | Greeves   | Ret        |      |
| Ret     | Roland Föll          | Matchless | Ret        |      |
| Ret     | Gyula Marsovszky     | Norton    | Ret        |      |
| Fuente: |                      |           |            |      |

## Resultados Junior 350cc
Jim Redman experimentó cierta presión sobre Alan Shepherd con su MZ RE 350 al comienzo de la carrera, pero cuando Shepherd se retiró, Redman ganó cómodamente con más de siete minutos de diferencia respecto a Phil Read con su AJS 7R. Mike Duff, también en un AJS, terminó tercero.
| Pos. | Piloto               | Moto      | Tiempo    | Pts. |  |
| ---- | -------------------- | --------- | --------- | ---- |  |
| 1    | Jim Redman           | Honda     | 2:17"55'4 | 8    |  |
| 2    | Phil Read            | AJS       | 2:25"00'6 | 6    |  |
| 3    | Mike Duff            | AJS       | 2:25"21'4 | 4    |  |
| 4    | Derek Minter         | Norton    | 2:25"48'2 | 3    |  |
| 5    | Derek Woodman        | AJS       | 2:27"37'6 | 2    |  |
| 6    | Joe Dunphy           | AJS       | 2:38"34'6 | 1    |  |
| 7    | Peter Darvill        | AJS       | 2:29"16'8 |      |  |
| 8    | Syd Mizen            | AJS       | 2:29"30'4 |      |  |
| 9    | Paddy Driver         | AJS       | 2:29"41'8 |      |  |
| 10   | Chris Conn           | AJS       | 2:30"07'2 |      |  |
| 11   | Bruce Beale          | Honda     | 2:30"20'0 |      |  |
| 12   | Fred Stevens         | AJS       | 2:30"56'0 |      |  |
| 13   | Bill Smith           | AJS       | 2:31"05'2 |      |  |
| 14   | Griff Jenkins        | AJS       | 2:31"20'0 |      |  |
| 15   | Roland Föll          | AJS       | 2:31"21'6 |      |  |
| 16   | Billy McCosh         | AJS       | 2:31"49'4 |      |  |
| 17   | Jim Evans            | Norton    | 2:32"13'2 |      |  |
| 18   | Ian Burne            | AJS       | 2:32"41'4 |      |  |
| 19   | Pete Bettison        | Norton    | 2:33"15'4 |      |  |
| 20   | Vincent Duckett      | AJS       | 2:33"17'4 |      |  |
| 21   | Gyula Marsovszky     | Norton    |           |      |  |
| 33   | Dan Shorey           | AJS       |           |      |  |
| 37   | Stuart Graham        | AJS       | 2:39"54'6 |      |  |
| DNS  | Mike Hailwood        | MV Agusta | Ret       |      |  |
| Ret  | Jack Findlay         | AJS       | Ret       |      |  |
| Ret  | František Šťastný    | Jawa      | Ret       |      |  |
| Ret  | Gustav Havel         | Jawa      | Ret       |      |  |
| Ret  | Alan Shepherd        | MZ        | Ret       |      |  |
| Ret  | Billie Nelson        | AJS       | Ret       |      |  |
| Ret  | Chris Vincent        | Aermacchi | Ret       |      |  |
| Ret  | Jack Ahearn          | Norton    | Ret       |      |  |
| Ret  | John Cooper          | Norton    | Ret       |      |  |
| Ret  | Gilberto Milani      | Aermacchi | Ret       |      |  |
| Ret  | Sven-Olof Gunnarsson | Norton    | Ret       |      |  |
| Ret  | Ernst Weiss          | Cotton    | Ret       |      |  |
| Ret  | Edy Lenz             | Norton    | Ret       |      |  |

## Resultados Lightweight 250cc
Los primeros Grandes Premios anteriores fueron ganados por tres marcas diferentes (Alan Shepherd con el MZ RE 250, Tarquinio Provini con el Benelli 250 4C y Phil Read con Yamaha RD 56). Así pues, se esperaba una confrontación emocionante, más aún porque Honda y Suzuki también tenían algo que probar y encontrar con equipos grandes. Sin embargo, la carrera se convirtió en un engaño porque solo ocho de los 64 participantes completaron las seis vueltas completas. Read había sido el más rápido pero después de la primera vuelta, ya estaba detrás Jim Redman con el Honda RC 164. Alan Shepherd fue entonces tercero. Sin embargo, Read se cayó, al igual que todo el equipo de Suzuki (Bert Schneider, Jack Ahearn y Derek Minter). Jim Redman ganó fácilmente, seguido a corta distancia por Alan Shepherd. Alberto Pagani fue tercero con la monocilíndrica Paton, pero ya con dieciocho minutos de retraso.
| Pos. | Piloto            | Moto       | Tiempo     | Pts. |
| ---- | ----------------- | ---------- | ---------- | ---- |
| 1    | Jim Redman        | Honda      | 2h 19:23.6 | 8    |
| 2    | Alan Shepherd     | MZ         |            | 6    |
| 3    | Alberto Pagani    | Paton      |            | 4    |
| 4    | Stanislav Malina  | ČZ         |            | 3    |
| 5    | Roy Boughey       | Yamaha     |            | 2    |
| 6    | Clive Hunt        | Aermacchi  |            | 1    |
| 7    | Tommy Robb        | Yamaha     |            |      |
| 8    | Reg Everett       | Greeves    |            |      |
| Ret  | Bert Schneider    | Suzuki     | Ret        |      |
| Ret  | Barry Smith       | Greeves    | Ret        |      |
| Ret  | Jack Ahearn       | Suzuki     | Ret        |      |
| Ret  | Jack Findlay      | DMW        | Ret        |      |
| Ret  | Frank Perris      | Greeves    | Ret        |      |
| Ret  | Mike Duff         | Cotton     | Ret        |      |
| Ret  | Ernst Weiss       | Cotton     | Ret        |      |
| Ret  | Luigi Taveri      | Honda      | Ret        |      |
| Ret  | Roland Föll       | Moto Guzzi | Ret        |      |
| Ret  | Chris Vincent     | Aermacchi  | Ret        |      |
| Ret  | Dave Simmonds     | Greeves    | Ret        |      |
| Ret  | Derek Minter      | Suzuki     | Ret        |      |
| Ret  | Joe Dunphy        | Greeves    | Ret        |      |
| Ret  | John Cooper       | Yamaha     | Ret        |      |
| Ret  | Phil Read         | Yamaha     | Ret        |      |
| Ret  | Syd Mizen         | Greeves    | Ret        |      |
| Ret  | Gilberto Milani   | Aermacchi  | Ret        |      |
| Ret  | Tarquinio Provini | Benelli    | Ret        |      |
| Ret  | Isamu Kasuya      | Honda      | Ret        |      |
| Ret  | Bruce Beale       | Honda      | Ret        |      |

## Lightweight 125 cc TT
En Lightweight 125 cc TT, Honda fue humillado por Suzuki en la TT de 1963, pero la nuevo cuatro cilindros Honda 2RC 146 demostró ser más robusta que la Suzuki RT 64. Al igual que en el TT ligero de 250 cc, todos los Suzukis se retiraron. Luigi Taveri ganó en una espectacular vuelta final en la que estableció un nuevo récord de vuelta de 93.53 millas por hora. Jim Redman se convirtió en el segundo piloto de 50cc en tres segundos Ralph Bryans, quien después de la renuncia de Tommy Robb y Kunimitsu Takahashi ahora también podría comenzar en la clase de 125cc, se convirtió en tercero. La gran mayoría del campo de inicio consistió en Honda CR 93, con los que Walter Scheimann y Bruce Beale también anotaron puntos.
| Pos. | Corredor            | Moto    | Tiempo    | Pts. |
| ---- | ------------------- | ------- | --------- | ---- |
| 1    | Luigi Taveri        | Honda   | 1:13"43'0 | 8    |
| 2    | Jim Redman          | Honda   | 1:13"46'9 | 6    |
| 3    | Ralph Bryans        | Honda   | 1:14"28'2 | 4    |
| 4    | Stanislav Malina    | CZ      | 1:19"45'4 | 3    |
| 5    | Walter Scheimann    | Honda   | 1:21"36'0 | 2    |
| 6    | Bruce Beale         | Honda   | 1:22"08'8 | 1    |
| 7    | Bill Smith          | Honda   | 1:22"23'2 |      |
| 8    | Gary Dickinson      | Honda   | 1:22"38'8 |      |
| 9    | Dave Simmonds       | Tohatsu | 1:22"49'0 |      |
| 10   | Roland Föll         | Honda   | 1:22"57'2 |      |
| 11   | Giuseppe Visenzi    | Honda   | 1:23"21'0 |      |
| 12   | Chris Vincent       | Honda   | 1:24"48'6 |      |
| 13   | Joe Dunphy          | Honda   | 1:24"51'6 |      |
| 14   | Brian Richards      | Honda   | 1:24"58'8 |      |
| 15   | Jim Curry           | Honda   | 1:25"08'6 |      |
| 16   | Horst Ebert         | Honda   | 1:26"47'4 |      |
| 17   | George Plenderleith | Honda   | 1:27"32'4 |      |
| 18   | George Leigh        | Honda   | 1:27"41'6 |      |
| 19   | Steve Murray        | Honda   | 1:28"41'6 |      |
| 20   | Tommy Robb          | Bultaco | 1:28"43'8 |      |
| Ret  | Bert Schneider      | Suzuki  | Ret       |      |
| Ret  | Frank Perris        | Suzuki  | Ret       |      |
| Ret  | Gyula Marsovszky    | Bultaco | Ret       |      |
| Ret  | Alan Shepherd       | MZ      | Ret       |      |
| Ret  | Rex Avery           | EMC     | Ret       |      |
| Ret  | Hugh Anderson       | Suzuki  | Ret       |      |

## 50 cc TT
Después del declive de Suzuki en 125 y 250cc, algo tuvo que compensarse el último día de la carrera. Eso tuvo éxito Hugh Anderson, que tuvo pocos problemas para adelantarse a Ralph Bryans (Honda). En la última vuelta, Anderson realizó un récord de vuelta de 81.13 millas por hora. Isao Morishita fue tercero con su Suzuki RM 64. Hans-Georg Anscheidt (Kreidler) solo terminó cuarto. Tarquinio Provini todavía luchó con los doce engranajes de su fábrica Kreidler y terminó detrás conductor privado Luigi Taveri.
| Pos. | Corredor             | Moto     | Tiempo    | Pts. |
| ---- | -------------------- | -------- | --------- | ---- |
| 1    | Hugh Anderson        | Suzuki   | 1:24"13'4 | 8    |
| 2    | Ralph Bryans         | Honda    | 1:25"14'8 | 6    |
| 3    | Isao Morishita       | Suzuki   | 1:25"15'4 | 4    |
| 4    | Hans-Georg Anscheidt | Kreidler | 1:25"18'0 | 3    |
| 5    | Mitsuo Itoh          | Suzuki   | 1:25"22'4 | 2    |
| 6    | Naomi Taniguchi      | Honda    | 1:25"33'0 | 1    |
| 7    | Luigi Taveri         | Kreidler | 1:26"27'4 |      |
| 8    | Tarquinio Provini    | Kreidler | 1:30"39'6 |      |
| 9    | Dave Simmonds        | Tohatsu  | 1:36"18'0 |      |
| 10   | Ian Plumridge        | Honda    | 1:39"08'0 |      |
| 11   | Phil Horsham         | Honda    | 1:39"21'1 |      |
| 12   | John Tompsett        | Honda    | 1:44"30'4 |      |
| 13   | Lawrence Evans       | Honda    | 1:44"51'4 |      |
| 14   | Allan Hutchings      | Honda    | 1:48"01'2 |      |
| 15   | Don Juler            | Itom     | 1:59"45'8 |      |
| Ret  | Charlie Mates        | Honda    | Ret       |      |
| Ret  | Jim Pink             | Honda    | Ret       |      |
| Ret  | Mike Simmonds        | Tohatsu  | Ret       |      |
| Ret  | Haruo Koshino        | Suzuki   | Ret       |      |